# Hannō
Pour les articles homonymes, voir Hanno.
Hannō (飯能市, Hannō-shi) est une ville de la préfecture de Saitama, au Japon.

## Géographie

### Situation
Hannō est située dans le sud de la préfecture de Saitama.

### Municipalités limitrophes
| Yokoze   | Tokigawa, Ogose | Moroyama       |
| Chichibu | Hannō           | Hidaka, Sayama |
| Okutama  | Ōme             | Iruma          |

### Démographie
En février 2020, la population de Hannō s'élevait à 79 553 habitants, répartis sur une superficie de 193,05 km2.

## Histoire
Hannō a été fondée le 1er janvier 1954. Le 1er janvier 2005, le village de Naguri (district d'Iruma) a été intégré à Hannō.

## Symboles municipaux
Les symboles de la ville de Hannō sont le cèdre du Japon et le rhododendron.

## Attraction touristique
Un premier parc d'attraction lié aux Moumines hors d'Europe, le parc de la vallée de Moomin, est ouvert depuis le 16 mars 2019.

## Transports
Hannō est desservie par la ligne Hachikō de la compagnie JR East et par la ligne Ikebukuro de la compagnie Seibu. La gare de Hannō est la principale gare de la ville.

## Personnalités liées à la commune
- Michiko Ishii (1933-2012), femme politique japonaise.

## Jumelages
- Brea (États-Unis) depuis 1981
- Takahagi (Japon) depuis 2003